# Lijst van leden van de Kantonsraad van Zwitserland uit het kanton Thurgau

Vlag van Thurgau.

Dit artikel bevat een lijst van leden van de Kantonsraad van Zwitserland uit het kanton Thurgau.
Thurgau heeft zoals de meeste kantons twee vertegenwoordigers in de Kantonsraad.

## Lijst
| Naam                      | Partij/fractie | Ambtsperiode   | Geboren | Overleden |
| ------------------------- | -------------- | -------------- | ------- | --------- |
| Johann Baptist von Streng | liberalen      | 1848–1850      | 1808    | 1883      |
| Johann Karl Kappeler      | liberalen      | 1848–1881      | 1816    | 1888      |
| Johannes Keller           | liberalen      | 1850–1851      | 1802    | 1877      |
| Eduard Häberlin           | liberalen      | 1851 1857–1869 | 1820    | 1884      |
| Jakob Albrecht            | liberalen      | 1851–1855      | 1805    | 1855      |
| Johann Conrad Kern        | liberalen      | 1855–1857      | 1808    | 1888      |
| Paul Nagel                | DP/PD          | 1869–1880      | 1831    | 1880      |
| Johannes Altwegg          | liberalen      | 1880–1888      | 1847    | 1888      |
| Jakob Albert Scherb       | DP/PD FDP/PRD  | 1881–1908      | 1839    | 1908      |
| Johann Ulrich Baumann     | DP/PD          | 1889–1890      | 1851    | 1904      |
| Johann Georg Leumann      | FDP/PRD        | 1890–1918      | 1842    | 1918      |
| Adolf Deucher junior      | FDP/PRD        | 1908–1910      | 1861    | 1910      |
| Albert Böhi               | FDP/PRD        | 1910–1935      | 1862    | 1945      |
| Alexander Otto Aepli      | FDP/PRD        | 1919–1921      | 1870    | 1921      |
| Rudolf Huber              | FDP/PRD        | 1921–1928      | 1867    | 1928      |
| Anton Schmid              | BGB/PAD        | 1928–1935      | 1878    | 1950      |
| Eduard Pfister            | BGB/PAD        | 1935–1939      | 1873    | 1953      |
| Paul Altwegg              | FDP/PRD        | 1935–1951      | 1884    | 1952      |
| Erich Ullmann             | BGB/PAD        | 1939–1963      | 1892    | 1965      |
| Jakob Müller              | FDP/PRD        | 1951–1967      | 1895    | 1967      |
| Heinrich Herzog           | SVP/UDC        | 1963–1979      | 1906    | 1995      |
| Hans Munz                 | FDP/PRD        | 1967–1983      | 1916    | 2013      |
| Franco Matossi            | SVP/UDC        | 1979–1987      | 1919    | 2012      |
| Heinz Moll                | FDP/PRD        | 1983–1987      | 1928    | 2008      |
| Thomas Onken              | SP/PS          | 1987–1999      | 1941    | 2000      |
| Hans Uhlmann              | SVP/UDC        | 1987–1999      | 1933    |           |
| Hermann Bürgi             | SVP/UDC        | 1999–2011      | 1946    |           |
| Philipp Stähelin          | CVP/PDC        | 1999–2011      | 1944    |           |
| Brigitte Häberli-Koller   | CVP/PDC        | 2011–          | 1958    |           |
| Roland Eberle             | SVP/UDC        | 2011–2019      | 1953    |           |
| Jakob Stark               | SVP/UDC        | 2019–          | 1958    |           |

Afkortingen
- BGB/PAD: Partij van Boeren, Middenstanders en Burgers, opgegaan in de SVP/UDC
- CVP/PDC: Christendemocratische Volkspartij
- DP/PD: Democratische Partij
- FDP/PRD: Vrijzinnig-Democratische Partij
- SP/PS: Sociaaldemocratische Partij van Zwitserland
- SVP/UDC: Zwitserse Volkspartij

Bondsraad
Lijst van leden van de Zwitserse Bondsraad · 
Lijst van bondspresidenten van Zwitserland
Nationale Raad
Aargau · 
Appenzell Ausserrhoden · 
Appenzell Innerrhoden · 
Basel-Landschaft · 
Basel-Stadt · 
Bern · 
Fribourg · 
Genève · 
Glarus · 
Graubünden · 
Jura

Luzern · 
Neuchâtel · 
Nidwalden · 
Obwalden · 
Sankt Gallen · 
Schaffhausen · 
Schwyz · 
Solothurn · 
Thurgau · 
Ticino · 
Uri · 
Vaud · 
Wallis · 
Zug · 
Zürich
1983-1987 · 
1987-1991 · 
1991-1995 · 
1995-1999 · 
1999-2003 · 
2003-2007 · 
2007-2011 · 
2011-2015 · 
2015-2019 · 
2019-2023 · 
2023-2027
Voorzitters
Kantonsraad
Aargau · 
Appenzell Ausserrhoden · 
Appenzell Innerrhoden · 
Basel-Landschaft · 
Basel-Stadt · 
Bern · 
Fribourg · 
Genève · 
Glarus · 
Graubünden · 
Jura

Luzern · 
Neuchâtel · 
Nidwalden · 
Obwalden · 
Sankt Gallen · 
Schaffhausen · 
Schwyz · 
Solothurn · 
Thurgau · 
Ticino · 
Uri · 
Vaud · 
Wallis · 
Zug · 
Zürich
1983-1987 · 
1987-1991 · 
1991-1995 · 
1995-1999 · 
1999-2003 · 
2003-2007 · 
2007-2011 · 
2011-2015 · 
2015-2019 · 
2019-2023 · 
2023-2027
Voorzitters